# Étang de Montady
L'étang de Montady est un ancien étang asséché au Moyen Âge situé dans l'ouest du département français de l'Hérault, entre Béziers et Narbonne, sur les communes de Montady et de Colombiers.

## Infrastructure

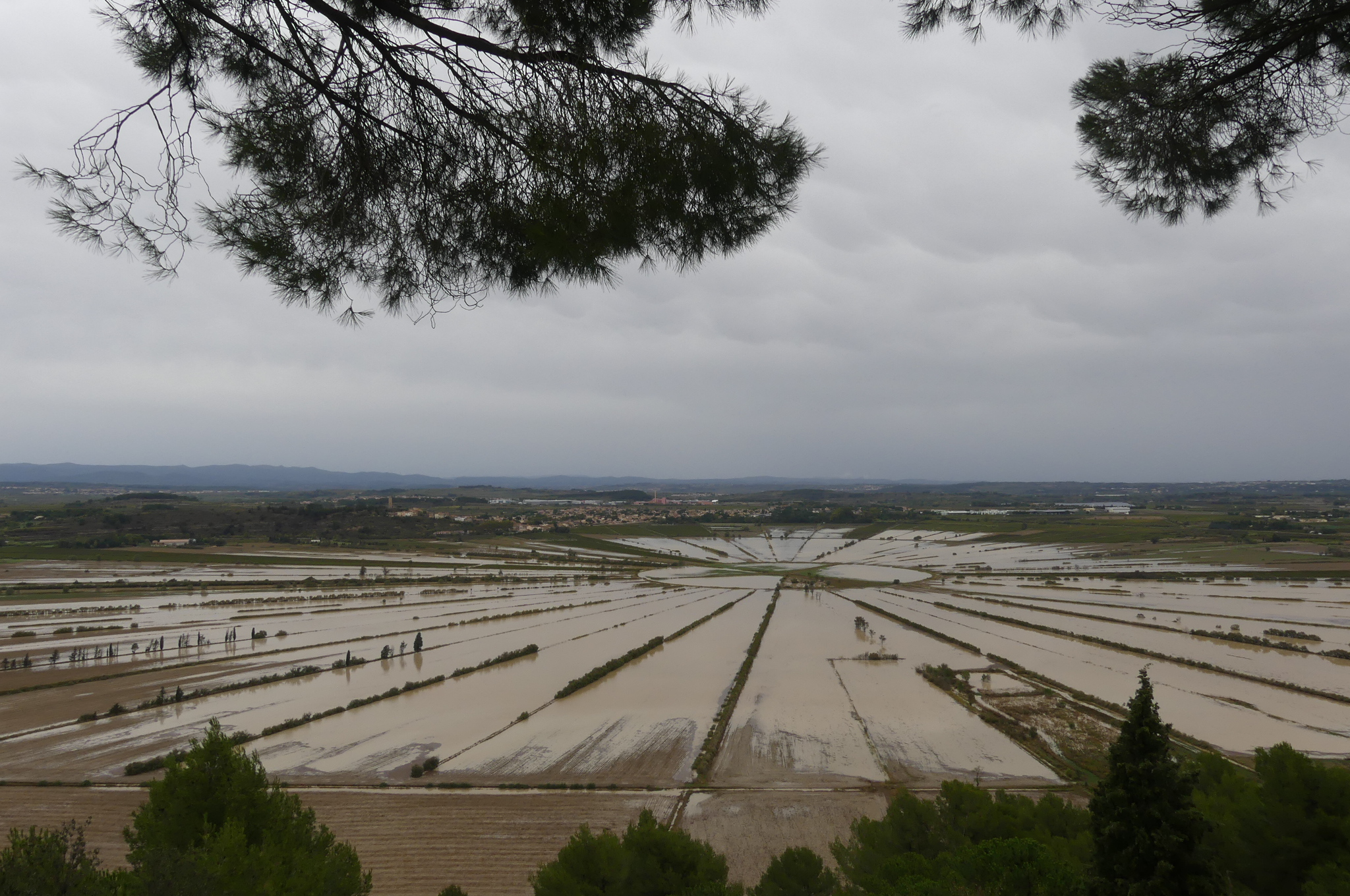
L'étang de Montady depuis l'oppidum d'Ensérune après les fortes pluies du 23 octobre 2019

Grâce à des canaux de drainage, l'eau est conduite vers un collecteur central, ce qui explique la disposition en étoile des champs et des vignes. Ce système de canaux remonte au XIIIe siècle.
Soixante fossés de drainage se rejoignent vers le fossé circulaire, appelé le Redondel, au centre de l'ancien étang. L'eau est ensuite évacuée par un fossé à contre pente vers l'étang de Capestang et par une galerie sous la colline d'Ensérune et sous le tunnel de Malpas. Le tunnel se trouve à une profondeur de 29,5 m sous le col du Malpas et à 16 m sous le tunnel du Canal du Midi.
L'étang est visible depuis la tour de Montady, vestige de l'ancien château du XIIe siècle et du haut de la colline l'oppidum d'Ensérune.
Des fortes pluies comme fin octobre 2019 peuvent le faire réapparaître.

## Histoire
Une charte de 1247 en latin donne l'autorisation aux quatre copropriétaires de l'époque d'engager les travaux d'assèchement de l'étang.
Les travaux ont été engagés entre 1250 et 1270 avec l'aménagement de fossés de drainage, de puits, d'un aqueduc et d'un tunnel de 1364m de long sous la "montagne du Malpas".
A partir de 1886, il est possible d'alimenter l'étang avec l'eau du Canal du Midi. Ainsi un double réseau d'irrigation et de submersion complète le réseau d'assèchement. L'étang peut être noyé parcelle par parcelle. Cette possibilité de mettre l'étang en eau a été notamment utile pour lutter contre le phylloxera.
En 1964, un réseau d'arrosage par goutte à goutte est installé.